# Zuiderpark
Zuiderpark è un quartiere dello stadsdeel di Escamp, nella città di L'Aia. È il "polmone verde" della città. 
Il parco fu progettato da Hendrik Petrus Berlage nel 1908, costruito nel 1923 e inaugurato nel 1936. Il cuore è costituito da un laghetto artificiale. Nel parco sono presenti aree ricreative, parchi giochi, strutture sportive, monumenti e statue commemorative ed è presente lo stadio dell'ADO Den Haag.

## Galleria d'immagini

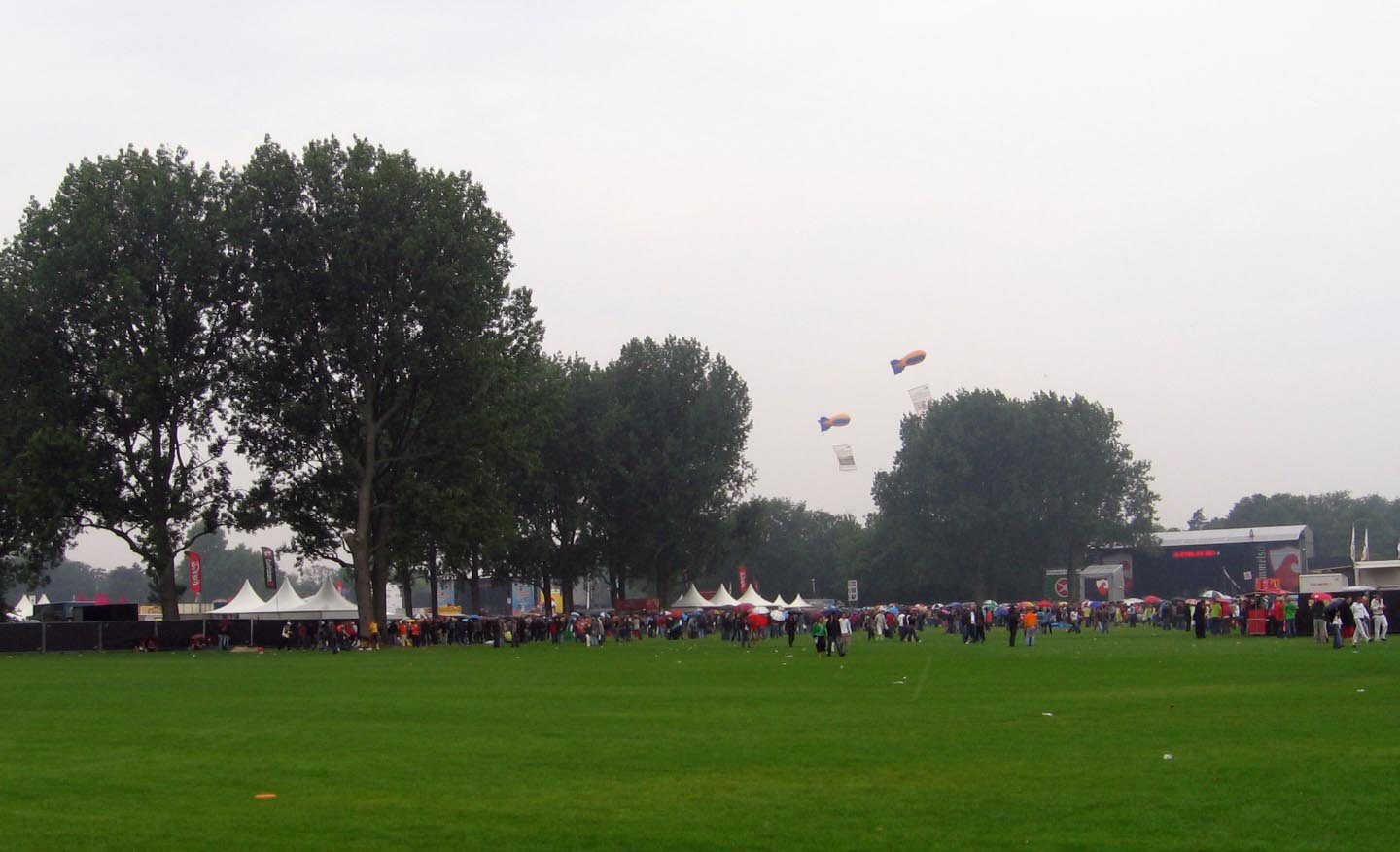
Visuale del parco.
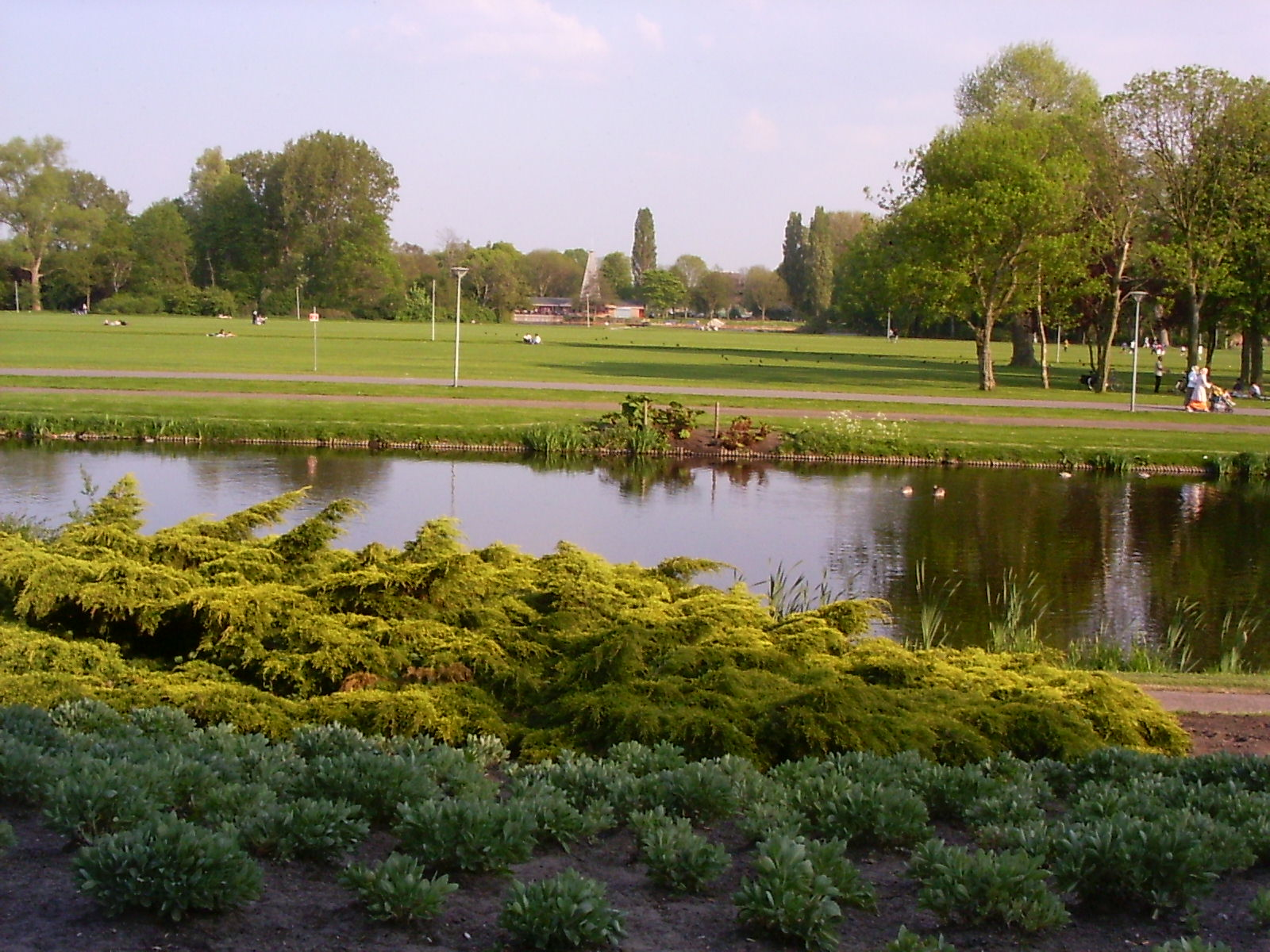
Altra immagine del parco.
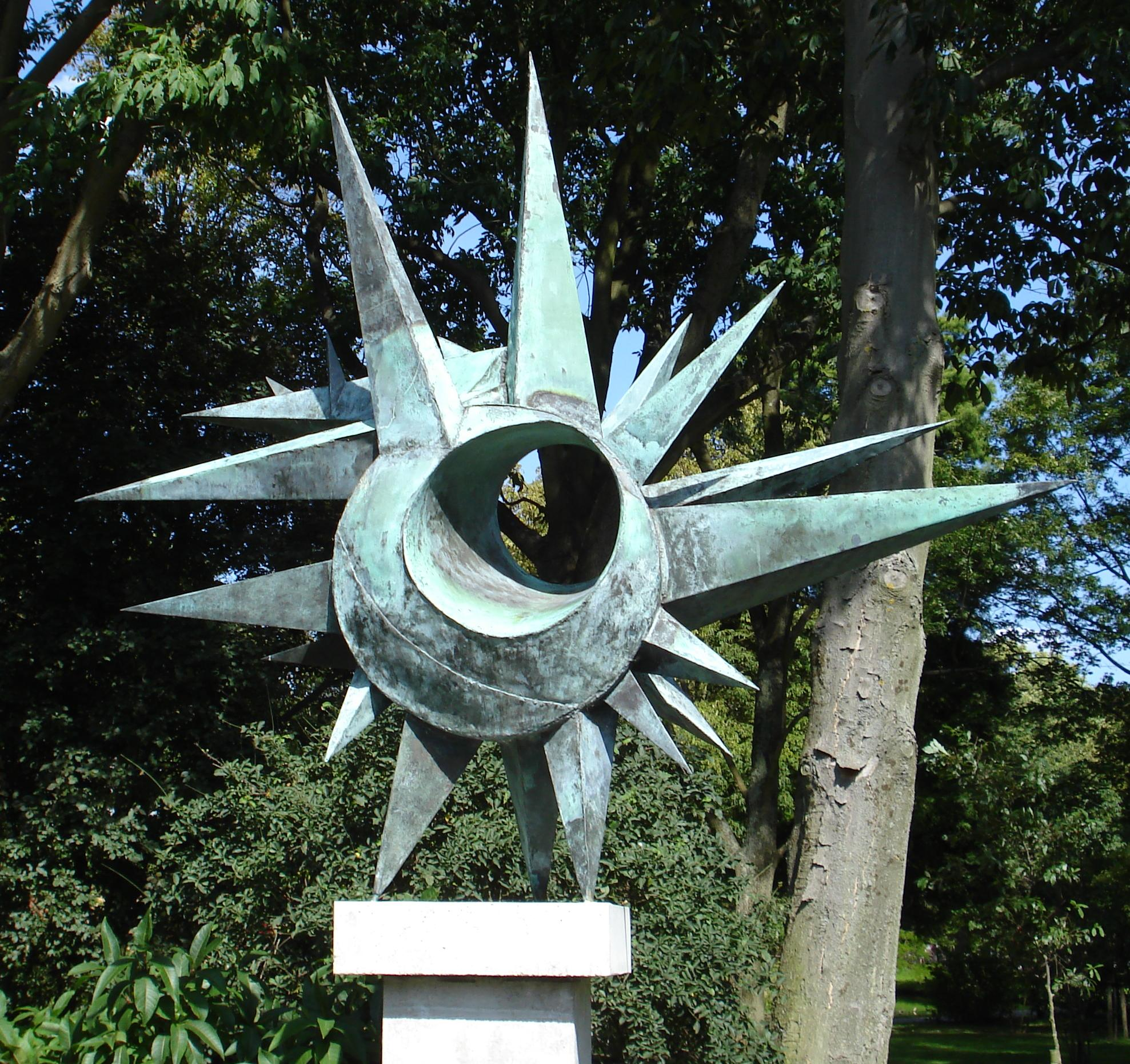
Una scultura.
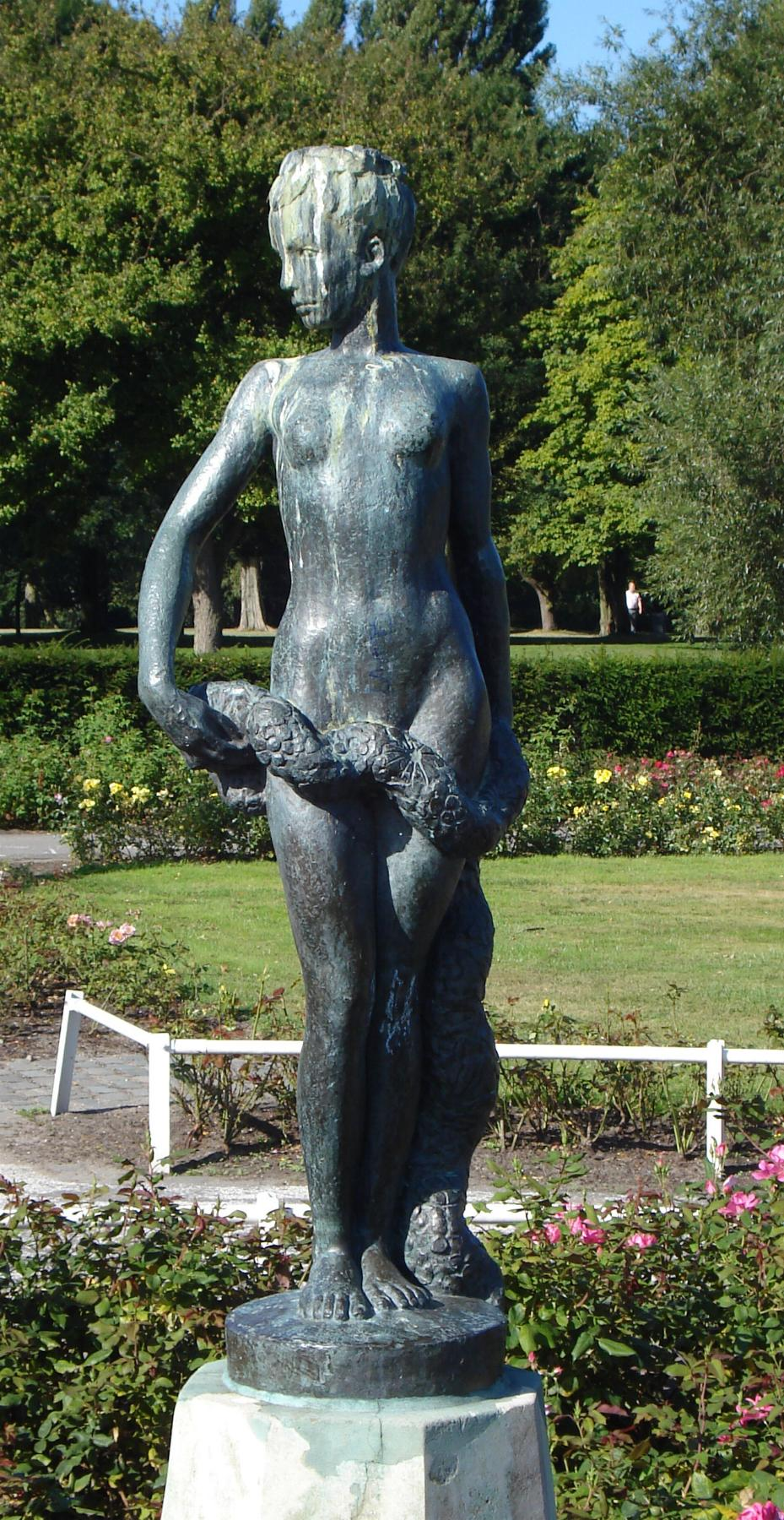
Un'altra statua.
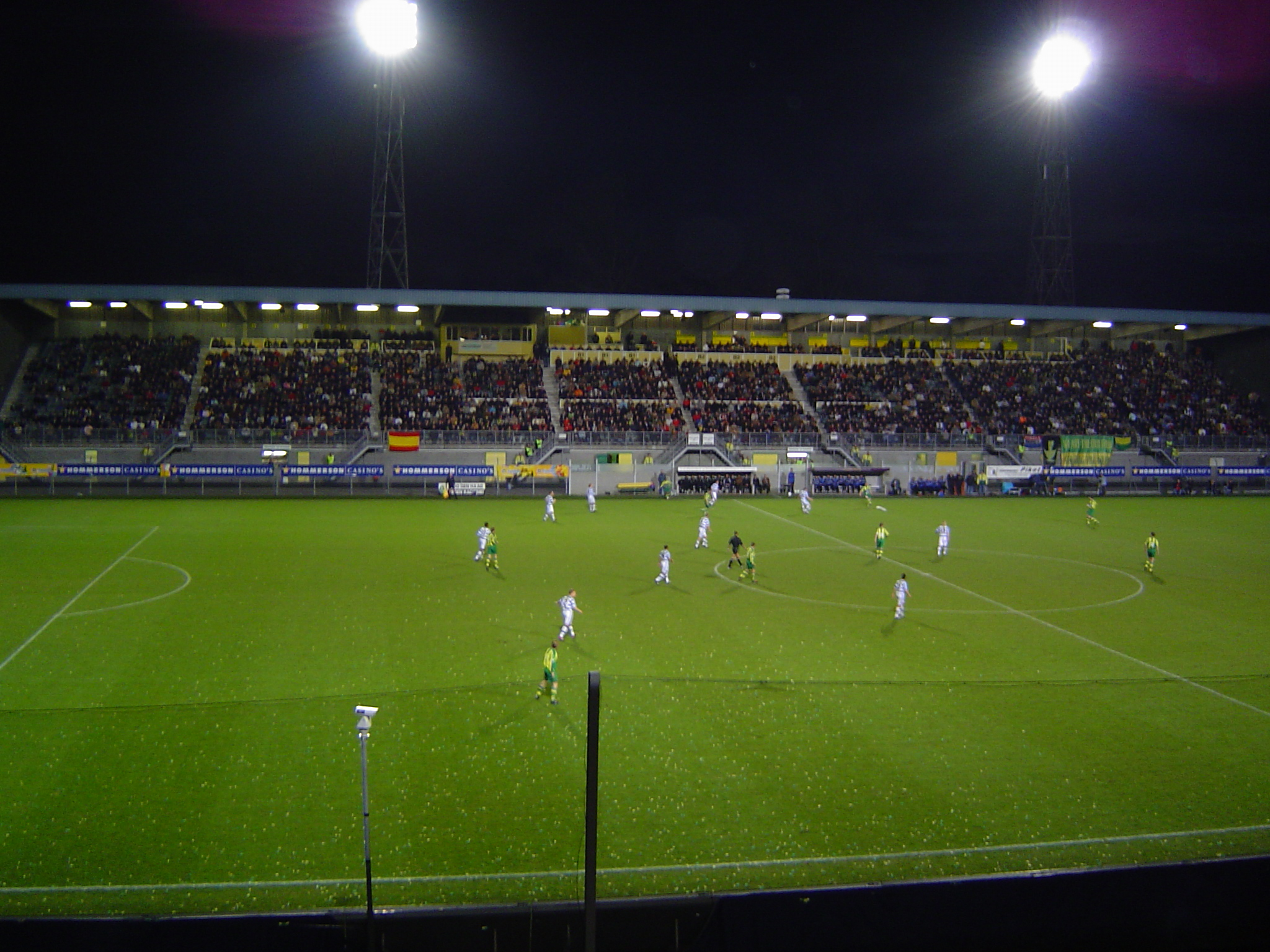
Immagine dello stadio dell'ADO Den Haag.